# Gilhoc-sur-Ormèze
 Gilhoc-sur-Ormèze  là một xã ở tỉnh Ardèche, vùng Auvergne-Rhône-Alpes ở đông nam nước Pháp.